# Collegio uninominale Lazio 2 - 07
Il collegio elettorale uninominale Lazio 2 - 07 è stato un collegio elettorale uninominale della Repubblica Italiana per l'elezione della Camera dei deputati tra il 2017 ed il 2022.

## Territorio
Come previsto dalla legge elettorale italiana del 2017, il collegio era stato definito tramite decreto legislativo all'interno della circoscrizione Lazio 2.
Era formato dal territorio di 14 comuni: Aprilia, Bassiano, Cisterna di Latina, Cori, Latina, Maenza, Norma, Priverno, Prossedi, Rocca Massima, Roccagorga, Roccasecca dei Volsci, Sermoneta e Sezze.
Il collegio era quindi interamente compreso nella provincia di Latina.
Il collegio era parte del collegio plurinominale Lazio 2 - 02.

## Eletti
| Elezione | Elezione | Deputato       | Partito           |
| -------- | -------- | -------------- | ----------------- |
|          | 2018     | Giorgia Meloni | Fratelli d'Italia |

## Dati elettorali

### XVIII legislatura
Come previsto dalla legge elettorale, 232 deputati erano eletti con sistema a maggioranza relativa in altrettanti collegi uninominali a turno unico.
| Candidati              | Candidati                | Voti    | %     | Liste                                | Voti    | %     |
| ---------------------- | ------------------------ | ------- | ----- | ------------------------------------ | ------- | ----- |
|                        | Giorgia Meloni ✔️ Eletto | 70 268  | 41,00 | Lega                                 | 30 082  | 17,55 |
| Forza Italia           | Giorgia Meloni ✔️ Eletto | 70 268  | 41,00 | 26 152                               | 15,26   |       |
| Fratelli d'Italia      | Giorgia Meloni ✔️ Eletto | 70 268  | 41,00 | 12 242                               | 7,14    |       |
| Noi con l'Italia - UDC | Giorgia Meloni ✔️ Eletto | 70 268  | 41,00 | 1 792                                | 1,05    |       |
|                        | Leone Martellucci        | 62 563  | 36,50 | Movimento 5 Stelle                   | 62 563  | 36,50 |
|                        | Federico Fauttilli       | 26 293  | 15,34 | Partito Democratico                  | 22 912  | 13,37 |
| +Europa                | Federico Fauttilli       | 26 293  | 15,34 | 2 717                                | 1,59    |       |
| Italia Europa Insieme  | Federico Fauttilli       | 26 293  | 15,34 | 343                                  | 0,20    |       |
| Civica Popolare        | Federico Fauttilli       | 26 293  | 15,34 | 321                                  | 0,19    |       |
|                        | Tommaso Conti            | 5 250   | 3,06  | Liberi e Uguali                      | 5 250   | 3,06  |
|                        | Alessandra D'Ottavi      | 3 327   | 1,94  | CasaPound                            | 3 327   | 1,94  |
|                        | Rosanna Cugurra          | 1 456   | 0,85  | Potere al Popolo!                    | 1 456   | 0,85  |
|                        | Paola Bucciarelli        | 849     | 0,50  | Partito Comunista                    | 849     | 0,50  |
|                        | Barbara Moi              | 670     | 0,39  | Il Popolo della Famiglia             | 670     | 0,39  |
|                        | Natascia Perino          | 472     | 0,28  | Italia agli Italiani                 | 472     | 0,28  |
|                        | Angela Matteucci         | 123     | 0,07  | Lista del Popolo per la Costituzione | 123     | 0,07  |
|                        | Romana Paolini           | 122     | 0,07  | Per una Sinistra Rivoluzionaria      | 122     | 0,07  |
| Totale                 | Totale                   | 171 393 | 100   |                                      | 171 393 | 100   |
|                        |                          |         |       |                                      |         |       |
| Voti non validi        | Voti non validi          | 6 305   | 3,55  |                                      |         |       |
| Votanti                | Votanti                  | 177 698 | 74,09 |                                      |         |       |
| Elettori               | Elettori                 | 239 838 |       |                                      |         |       |